# 東濱裕子
東濱裕子 （Arihama Yuko，1984年8月18日—），日本女子手球運動員，現為日本國家女子手球隊隊員。沖繩縣出生，畢業於神森中学校及陽明高校。

## 簡歷
2010年11月，東濱裕子代表日本出戰廣州亞運會，參加女子手球比賽項目，奪得銀牌。